# Niso hendersoni
Niso hendersoni är en snäckart som beskrevs av Bartsch 1953. Niso hendersoni ingår i släktet Niso och familjen Eulimidae. Inga underarter finns listade i Catalogue of Life.